# Muellerargia
Muellerargia är ett släkte av gurkväxter. Muellerargia ingår i familjen gurkväxter.
Kladogram enligt Catalogue of Life:
| Muellerargia | \| \| Muellerargia jeffreyana \| \| \| \| \| \| Muellerargia timorensis \| \| \| \| |
|              | \| \| Muellerargia jeffreyana \| \| \| \| \| \| Muellerargia timorensis \| \| \| \| |
|              | Muellerargia jeffreyana                                                             |
|              |                                                                                     |
|              | Muellerargia timorensis                                                             |
|              |                                                                                     |